# Liz White
Elizabeth White (nacida el 8 de noviembre de 1977) es una actriz inglesa. Creció en Plymouth y asistió a la escuela Plymstock desde 1989 hasta 1994. Es conocida por interpretar los papeles de Annie Cartwright en la serie dramática Life on Mars de BBC One (2006-2007) y Emma Keane en la serie dramática escolar de Channel 4 Ackley Bridge (2017-2019).

## Televisión y teatro
Los otros papeles televisivos destacados de White fueron en la serie 1 del drama de ITV The Fixer, interpretando a Jess Mercer, la hermana de John Mercer. También interpretó a Shannon en El traje nuevo del emperador, un episodio de Fairy Tales, que eran las versiones modernas de la BBC de los cuentos infantiles clásicos. En abril de 2011, apareció en la adaptación de la BBC The Crimson Petal and the White.
Apareció en el vídeo musical del último sencillo de Bush, "Inflatable", y protagonizó la adaptación de Hammer Films de 2012 de The Woman in Black como la mujer del mismo nombre. En julio de 2014, White interpretó a Melissa en los episodios 1 y 2 del drama de audio original 'Osiris' de Everybodyelse Productions, y en 2014 como Lizzie Mottershead en Our Zoo de BBC One, una serie dramática sobre el hombre que creó el zoológico de Chester y el efecto que tuvo en su familia.
En el teatro, protagonizó el papel principal de Heavenly Critchfield en Spring Storm de Tennessee Williams en el National Theatre de Londres en 2010, transferido de la producción de The Royal & Derngate Northampton, donde se estrenó en 2009. En 2011, apareció en A Woman Killed with Kindness de Thomas Heywood en el Lyttelton del National Theatre en 2011, donde apareció nuevamente en 2013 en un doble papel en la obra Port de Simon Stephens. En octubre de 2014, apareció como Crisótemis en Electra de Sófocles junto a Kristin Scott Thomas en el Old Vic Theatre de Londres, que también protagonizó Peter Wight, quien interpretó a su suegro en la serie de la BBC Our Zoo.
En 2017, se anunció que White aparecería en un revival de la obra Road de Jim Cartwright en el Royal Court Theatre. Más tarde ese año, comenzó a aparecer en la serie dramática de Channel 4 Ackley Bridge como Emma Keane, un papel que interpretó hasta 2019.
En 2019, White interpretó a Joy Davidman en la producción de Shadowlands del Chichester Festival Theatre, junto con los actores del National Youth Theatre Hugh Bonneville y Andrew Havill.

## Filmografía
| Año             | Título                                         | Papel                               | Notas                                 |
| --------------- | ---------------------------------------------- | ----------------------------------- | ------------------------------------- |
| 2002            | Auf Wiedersehen, Pet                           | Lorraine                            | 2 episodios                           |
| 2002            | Always and Everyone                            | Mandy                               | Serie 4: episodio 1                   |
| 2002–2003       | Ultimate Force                                 | Beth Dow                            | 3 episodios                           |
| 2003            | Teachers                                       | Eileen                              | 4 episodios                           |
| 2004            | El secreto de Vera Drake                       | Pamela Barnes                       | Película                              |
| 2004            | Blue Murder                                    | Vicki Swift                         | Episodio: "Lonely"                    |
| 2004            | A Thing Called Love                            | Paula Roberts                       | 6 episodios                           |
| 2004            | Ten Minute Movie                               | Primera chica en el bar             | Cortometraje                          |
| 2005            | Nathan Barley                                  | Cajera                              | Episodio: "Pilot"                     |
| 2005            | Angell's Hell                                  | Sarah                               | Película de televisión                |
| 2006            | The Street                                     | Eileen Harper                       | Episodio: "The Accident"              |
| 2006            | Vincent                                        | Laura Morris                        | Serie 2: episodio 2                   |
| 2006–2007       | Life on Mars                                   | Annie Cartwright                    | 16 episodios                          |
| 2008            | The Fixer                                      | Jess Mercer                         | Protagonista; 6 episodios             |
| 2008            | Fairy Tales                                    | Shannon                             | Episodio: "The Empress's New Clothes" |
| 2008            | Franklyn                                       | Laura                               | Película                              |
| 2008            | New Town Killers                               | Alice Kelly                         | Película                              |
| 2008            | Agatha Christie's Marple: A Pocket Full of Rye | Jennifer Fortescue                  | Película de televisión                |
| 2009            | A Short Stay in Switzerland                    | Sophie                              | Película de televisión                |
| 2010            | Garrow's Law                                   | Isabella Jasker                     | Serie 2: episodio 2                   |
| 2010            | Blind Eye                                      | Gillian                             | Cortometraje                          |
| 2010            | Desire                                         | Kristen                             | Cortometraje                          |
| 2011            | The Crimson Petal and the White                | Caroline                            | 4 episodios                           |
| 2011            | Wild Bill                                      | Roxy                                | Película                              |
| 2011            | The Send Off                                   | Unnamed                             | Cortometraje                          |
| 2012            | The Woman in Black                             | Jennet Humfrye / The Woman in Black | Película                              |
| 2012            | Doctor Who                                     | Alice                               | Episodio: "Los hombres de nieve"      |
| 2013            | Galerías Paradise                              | Lucille Ballentine                  | Serie 2: episodio 6                   |
| 2013            | Uwantme2killhim?                               | Janet                               | Película                              |
| 2014            | From There to Here                             | Joanne                              | 3 episodios                           |
| 2014            | Line of Duty                                   | Jo                                  | 2 episodios                           |
| 2014            | Our Zoo                                        | Lizzie Mottershead                  | 6 episodios                           |
| 2014            | New Tricks                                     | Julia Kane                          | Episodio: "Romans Ruined"             |
| 2014            | Pride                                          | Margaret Donovan                    | Película                              |
| 2016            | Grantchester                                   | Vivian Whitaker                     | Serie 2: episodio 3                   |
| 2016–2017, 2022 | Call the Midwife                               | Rhoda Mullucks                      | 4 episodios                           |
| 2017            | The Halcyon                                    | Peggy Taylor                        | 8 episodios                           |
| 2017            | Eric, Ernie and Me                             | Dee Braben                          | Película de televisión                |
| 2017–2019       | Ackley Bridge                                  | Emma Keane                          | Regular; 19 episodios                 |
| 2019            | brexit: The Uncivil War                        | Mary Wakefield                      | Película de televisión                |
| 2019            | Moving On                                      | Ali Reda                            | Serie 10: episodio 5                  |
| 2020            | Our Girl                                       | Emma                                | Serie 4: episodio 5                   |
| 2020            | Pavement                                       | Katie                               | Cortometraje                          |
| 2021            | Unforgotten                                    | Fiona Grayson                       | Protagonista; 6 episodios             |
| 2021            | The Amazing Mr Blunden                         | Jill Tucker                         | Película de televisión                |
| 2022            | The Chelsea Detective                          | Beth Dalton                         | Serie 1: episodio 2                   |
| 2022            | El hijo bastardo y el mismísimo diablo         | Penélope                            | 2 episodios                           |
| 2023            | The Long Shadow                                | Meg Winterburn                      | Miniserie                             |